# ألفونس أنطوان
ألفونس أنطوان (بالفرنسية: Alphonse Antoine)‏ ولد بتاريخ 19 أغسطس 1915 في أور، فرنسا، وتوفي في 11 نوفمبر 1999 في متز، كان دراج فرنسي في صنف سباق الدراجات على الطريق.

## سجل النتائج

### سباقات أو مراحل فاز بها
- طواف فرنسا

## وصلات خارجية
- الموقع الرسمي

## روابط خارجية
- ألفونس أنطوان على موقع أرشيف الدراجات (الإنجليزية)
- ألفونس أنطوان على موقع إحصائيات الدراجات الإحترافية (الإنجليزية)
- ألفونس أنطوان على موقع CycleBase (الإنجليزية)